# Piz Ot
Piz Ot (česky Vysoký štít) je hora ležící v pohoří Albula náležící kantonu Graubünden ve Švýcarsku. Má podobu ostrého skalního zubu a na první pohled vypadá neschůdně. K vrcholu však vede místy zajištěná cesta. Samotný vrchol je asi 20 metrů dlouhá úzká plošina.

## Přístup
Výstup na vrchol je nejčastěji veden z obce Samedan (1 795 m) ležící severně od města St. Moritz. Velmi strmě v serpentinách stoupá značená cesta až na planiny Munt da la Bes-cha (2 489 m). Odtud po alpinských loukách již mírněji vzhůru, traversuje pod strmými stěnami Les Trais Fluors (Tři zuby) až ke konečné stanici lanovky ve výšce 2752 m. Zde cesta odbočuje na sever do sedla Fourcla Valletta (2 858 m). Zde začíná modře značená cesta, která stoupá přímo po kuželovité spádnici hory Piz Ot. Na exponovaných místech je instalováno zábradlí a ocelová lana. Cesta by neměla dělat problém průměrně zkušenému vysokohorskému turistovi.